# Casa Baurier i Jardí
La Casa Baurier i Jardí és una obra modernista de Barcelona protegida com a Bé Cultural d'Interès Local.

## Descripció
La Casa Baurier està ubicada al districte de Sarrià-Sant Gervasi de Barcelona, en una illa quadrangular delimitada pels carrers Pomaret, Margenat, Iradier i Esperança. Es tracta d'un edifici projectat com a residència unifamiliar per l'arquitecte Jaume Bayó i Font, i construïda l'any 1910.
La construcció s'aixeca en una parcel·la regular ubicada a la cantonada dels carrers Iradier i Esperança, i es configura com un edifici aïllat de planta irregular situat al nord de la finca, amb jardí al migdia, i envoltat per un mur de tanca amb dos obertures situades al carrer Iradier. Una permet accedir al jardí i l'altre directament a l'edifici traspassant un petit pati. Aquest és una construcció volumètricament irregular, ja que presenta dos cossos juxtaposats d'alçades diferents. Els dos cossos comparteixen una mateixa caixa d'escala que a manera de torre dona accés a les plantes superiors. Aquest cos s'alça dos nivells per sobre de les cobertes, convertint-se en un mirador, element destacat de la volumetria de l'edifici.

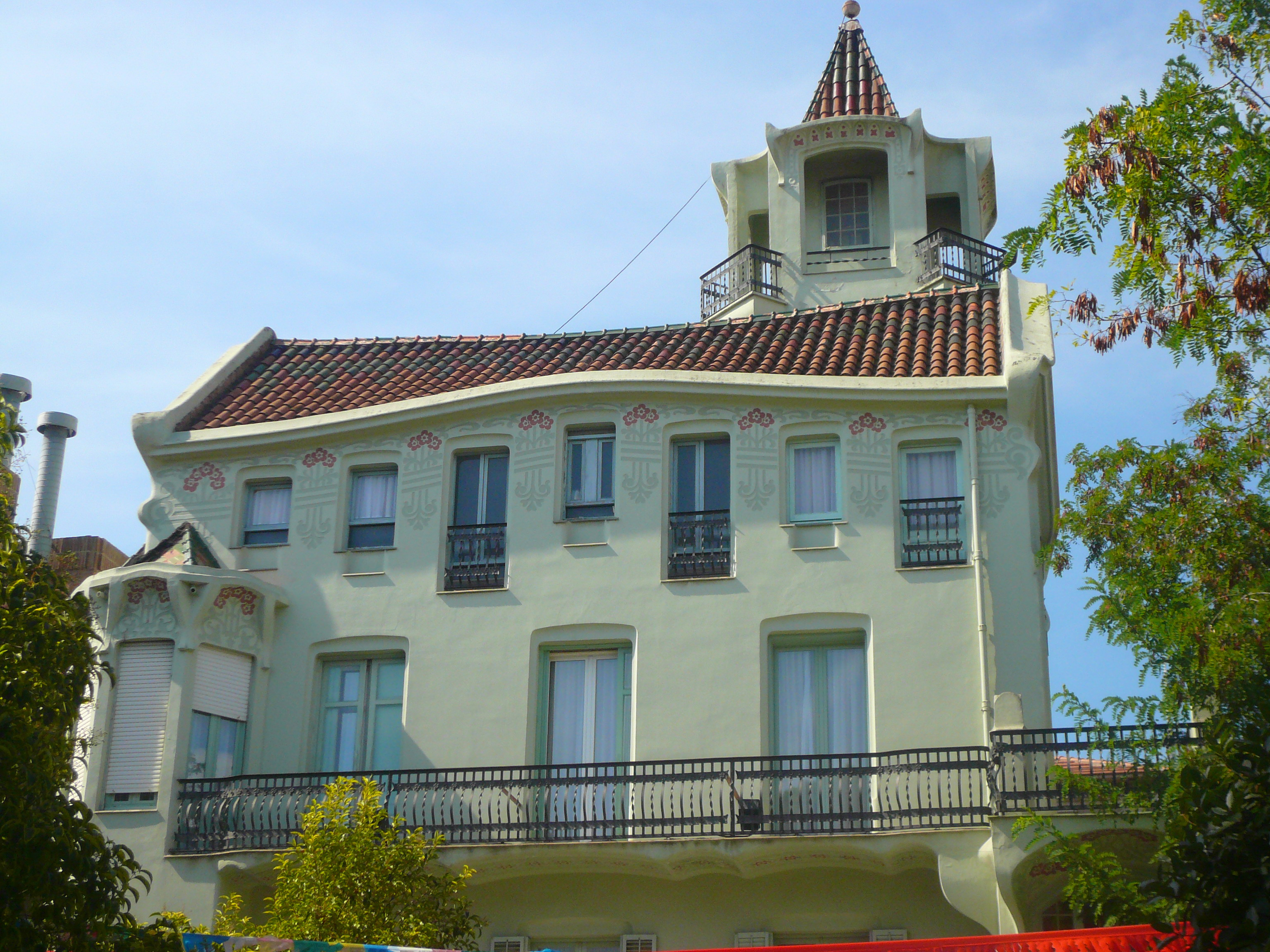
Detall de la façana del carrer Esperança

La façana enfrontada al carrer Iradier permet observar els dos cossos. Al nord, amb tres plantes, hi ha un cos que es diferència de l'altre per la seva coberta plana. La façana presenta una porta d'entrada amb escales protegides pel balcó del primer pis, finestrals a la planta baixa i primera, i dues finestres i un balcó ampitat a la planta superior. El coronament es realitza mitjançant d'un ràfec ondulat sobresortint que dona pas a una teulada plana tancada per baranes de ferro forjat. L'altre cos, de planta rectangular, afronta amb el jardí que dona al carrer Esperança. Aquest presenta tres alçades amb coberta de ràfec ondulat a doble vessant amb teules policromes. Des del jardí s'accedeix a aquest cos a través d'unes escales que donen a una terrassa tancada per una barana de ferro, amb tres obertures que permeten l'accés a l'interior de l'edifici. A la primera planta, un balcó corregut serveix de coberta a la terrassa de la planta inferior i es complementa en un extrem per una adossada tribuna poligonal, que té la seva rèplica en el gir del balcó cap a la façana est. La torre mirador de planta hexagonal s'aixeca sobre la caixa d'escales i està coronada per una agulla piramidal.
Totes les façanes es caracteritzen per un revestiment estucat blanc amb elements esgrafiats de caràcter floral, inclosos els pilars on reposen les reixes de ferro que tanquen el jardí. En tota la composició domina el gust per la línia lleugerament corba en ràfecs, arcs de les obertures o voladissos. A l'interior, tot i les nombroses modificacions sofertes, es mantenen encara elements originals, com els paviments hidràulics i els sostres decorats.
L'edifici es considera modernista pel tipus d'estil de les decoracions i l'organització de l'espai. Es notable la influència de corrents arquitectòniques europees, especialment austríaca, pel tractament curvilini dels ràfecs.

## Història
L'any 1997 l'arquitecte Jorge de Nadal Claveria es va encarregar de la rehabilitació de l'edifici que es va convertir en residència geriàtrica. Actualment (any 2012) es anomenada Residencia Iradier del grup Sanitas.